# Ondansetron
Ondansetron (Zofran) je snažni, visoko selektivni antiemetik, antagonist 5HT3 receptora.

## Delovanje
Mehanizam njegovog delovanja u kontroli mučnine i povraćanja nije potpuno poznat. Različiti sastojci hemoterapije i radioterapije mogu uzrokovati oslobađanje serotonina (5HT) u tankom crevu, koji može inducirati refleks povraćanja aktivirajući vagusna aferentna vlakna putem  receptora. Ondansetron sprečava indukciju tog refleksa. Aktivacija vagusnih aferentnih vlakana može takođe uzrokovati otpuštanje serotonina u području areae postremae, smeštene na dnu četvrte moždane komore, čime se takođe može isprovocirati povraćanje centralnim mehanizmom. Stoga se uticaj ondansetrona na kontrolu mučnine i povraćanja uzrokovanih citotoksičnom hemoterapijom i radioterapijom, može objasniti antagonizmom 5HT3 receptora na neuronima perifernog i središnjeg živčanog sistem.
Ondansetron je takođe istraživan zbog efekata na mentalne funkcije CNS-a.

## Mehanizam
Mehanizam delovanja u reakciji posleoperacijske mučnine i povraćanja nije poznat, ali vrlo je verojatno da je sličan onom koji uzrokuje mučninu i povraćanje kao posledicu hemoterapije i radioterapije. Koristi se za suzbijanje mučnine i povraćanja uzrokovanih citotoksičnom hemoterapijom i radioterapijom te u prevenciji i lečenju posleoperacijske mučnine i povraćanja.

## Nuspojave
Ondansetron produžava vreme prolaska sadržaja kroz debelo crevo i može uzrokovati konstipaciju. Druge opisane nuspojave su: glavobolja, crvenilo i osjećaj vrućine, štucanje, proliv i povremeno asimptomatski prolazni porast aminotransferaza. Primećeno je da ondansetron može izazvati i epileptički napadaj.

## Spoljašnje veze
|  | Molimo Vas, obratite pažnju na važno upozorenje u vezi sa temama iz oblasti medicine (zdravlja). |